# Johanna Charlotte von Anhalt-Dessau

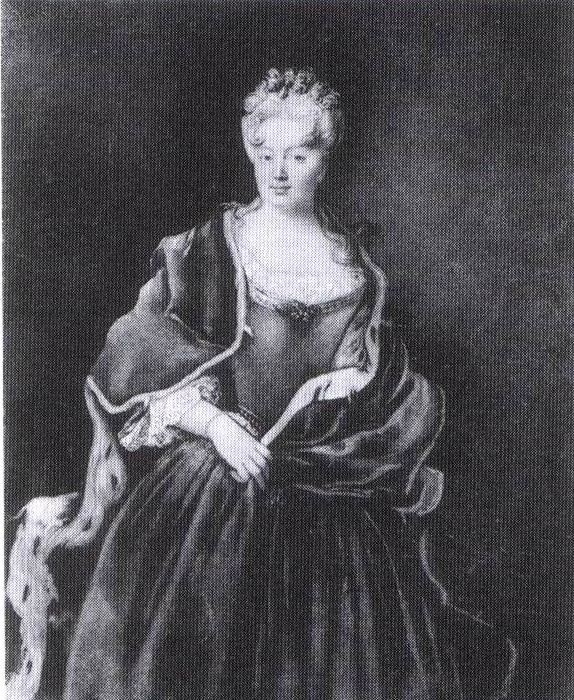
Johanna Charlotte von Anhalt-Dessau, Markgräfin von Brandenburg-Schwedt

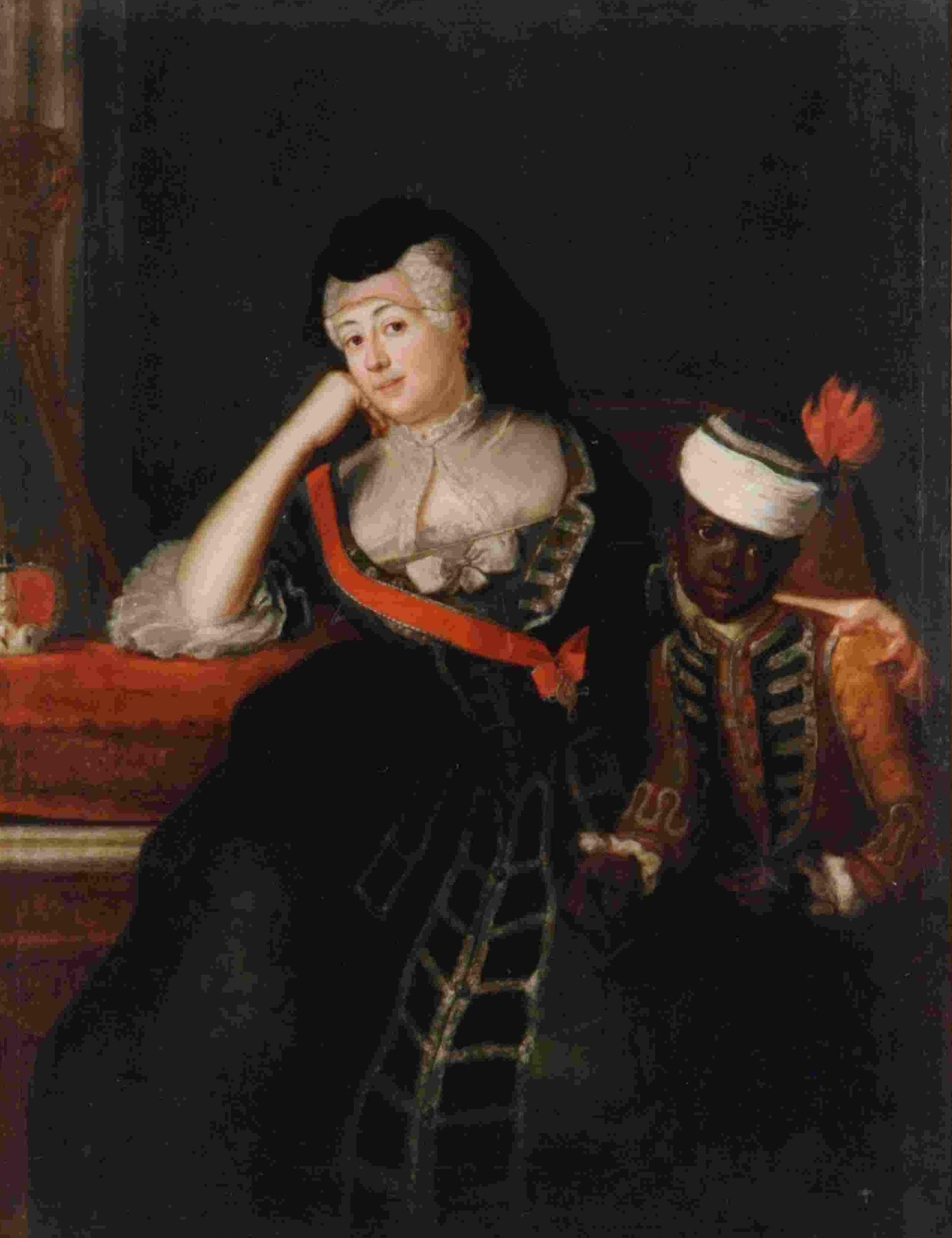
Johanna Charlotte mit Carl Heinrich Leopold, um 1740

Johanna Charlotte von Anhalt-Dessau (* 6. April 1682 in Dessau; † 31. März 1750 in Herford) war eine Prinzessin von Anhalt-Dessau aus dem Hause der Askanier und durch Heirat Markgräfin von Brandenburg-Schwedt. Von 1729 bis zu ihrem Tod war sie Fürstäbtissin von Herford.

## Leben
Johanna Charlotte war die jüngste Tochter des Fürsten Johann Georgs II. von Anhalt-Dessau (1627–1693) aus dessen Ehe mit Henriette Katharina (1637–1708), Tochter des Fürsten Friedrich Heinrich von Oranien. Die Prinzessin wurde sorgfältig und umfassend ausgebildet.
Sie heiratete am 25. Januar 1699 in Oranienbaum Markgraf Philipp Wilhelm von Brandenburg-Schwedt (1669–1711). Obwohl das Paar eigene Schlösser in Berlin hatte, lebten sie meistens in Schwedt. Nach dem Tod ihres Mannes kehrte Johanna Charlotte nach Berlin zurück und kümmerte sich um die Erziehung ihrer Kinder. 
Im Jahr 1729 ließ sie sich zur Äbtissin des unter preußischer Schutzherrschaft stehenden Stifts Herford wählen. Am 10. Oktober wurde die neue Äbtissin feierlich eingewiesen, lebte aber zunächst in Buchholz. Erst 1735 nahm sie ständigen Wohnsitz in Herford. In ihrer Amtszeit stiftete sie 1729 den Orden des freiweltlichen Stifts und nahm 17 Kanonissinnen auf. Zu ihrer Koadjutorin ernannte sie Hedwig Sophie von Schleswig-Holstein-Gottorf, die ihre Nachfolgerin wurde.
Johanna Charlotte starb ohne vorherige Krankheit in der Nacht vom 30. zum 31. März 1750 am „Schlagfluss“. Sie wurde im gerade erneuerten Gewölbe der Stiftskapelle von Herford bestattet.

## Nachkommen
Aus ihrer Ehe hatte Johanna Charlotte folgende Kinder:
- Friedrich Wilhelm (1700–1771), Markgraf von Brandenburg-Schwedt

⚭ 1734 Prinzessin Sophie von Preußen (1719–1765)
- Friederike Dorothea Henriette (1700–1701)
- Henriette Marie (1702–1782)

⚭ 1716 Erbprinz Friedrich Ludwig von Württemberg (1698–1731)
- Georg Wilhelm (*/† 1704)
- Friedrich Heinrich (1709–1788), Markgraf von Brandenburg-Schwedt

⚭ 1739 Prinzessin Leopoldine von Anhalt-Dessau (1716–1782)
- Charlotte (1710–1712)